# (8064) Лисица
(8064) Лисица (лат. Lisitsa) — типичный астероид главного пояса, открыт 1 сентября 1978 года советским астрономом Николаем Черных в Крымской астрофизической обсерватории и 24 января 2000 года назван в честь физика Михаила Лисицы.

## Обнаружение и именование
(8064) Лисица
Открыт 1 сентября 1978 года в Крымской астрофизической обсерватории Н. С. Черных.
Физик Михаил Павлович Лисица (р. 1921) — профессор Киевского университета и заведующий кафедрой Института полупроводников Академии наук Украины, где он специализируется на квантовой электронике, нелинейной оптике и молекулярной спектроскопии. Название было предложено Н. В. Стешенко.
Оригинальный текст (англ.)8064 Lisitsa
Discovered 1978 Sept. 1 by N. S. Chernykh at the Crimean Astrophysical Observatory.
Physicist Mikhail Pavlovich Lisitsa (b. 1921) is a professor at Kiev University and department head at the Institute of Semiconductors of the Ukrainian Academy of Sciences, where he specializes in quantum electronics, nonlinear optics and molecular spectroscopy. The name was suggested by N. V. Steshenko.
Источники: 20000124/MPCPages.arc; M.P.C. 38197.

## Орбита

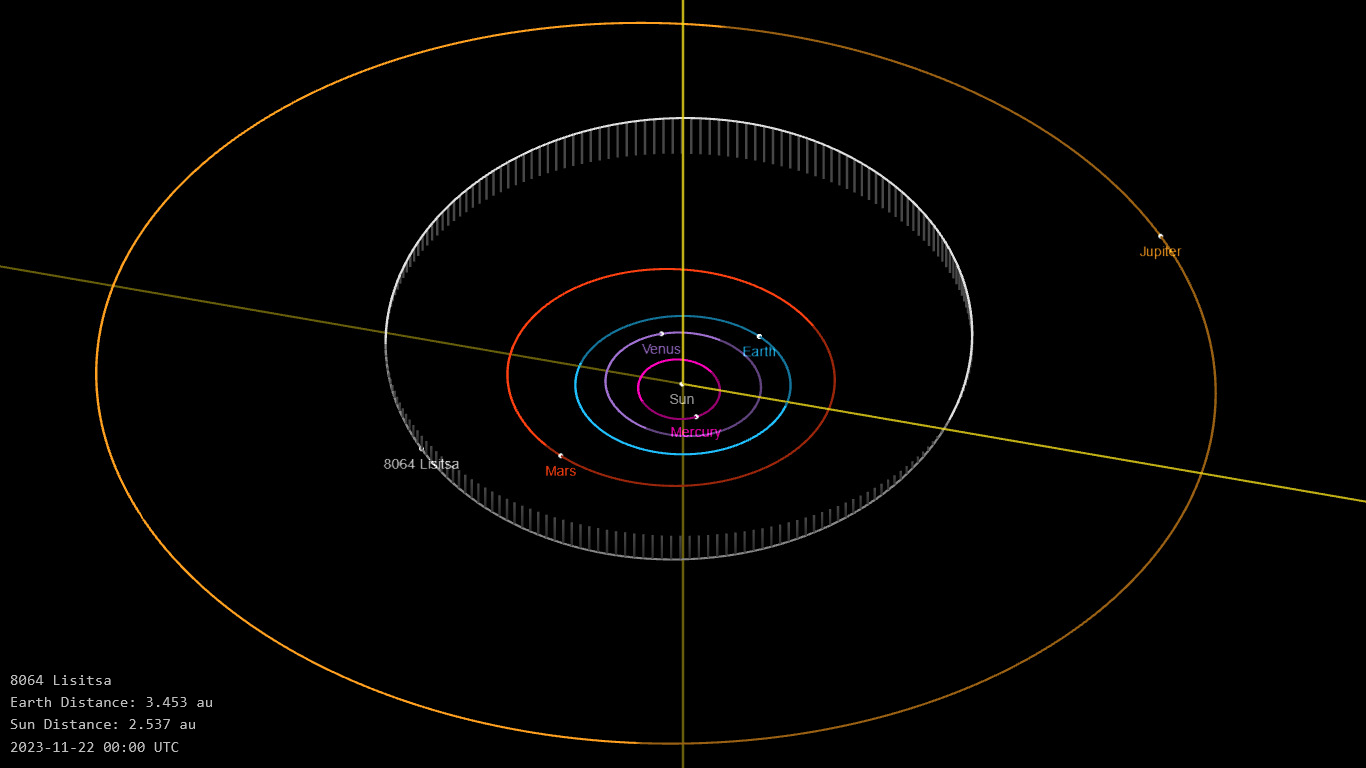
Орбита астероида Лисица и его положение в Солнечной системе

## Физические характеристики
Астероид относится к таксономическому классу C.
По результатам наблюдений в инфракрасном диапазоне спутника Akari и наблюдений в видимом и ближнем инфракрасном диапазоне космического телескопа NEOWISE диаметр астероида сначала оценивался равным 15,65±0,43 км, позже — 13,53±3,65 км, 13,89±1,52 км, 15,165±1,701 км, 14,02±3,83 км, 13,43±4,39 км, 14,27±3,37 км и 13,37±3,87 км. Согласно тем же источникам альбедо оценивается как 0,038±0,003, 0,06±0,04, 0,04±0,03, 0,044±0,013, 0,039±0,027, 0,045±0,051, 0,042±0,022 и 0,038±0,025.